# Charles Westmoreland

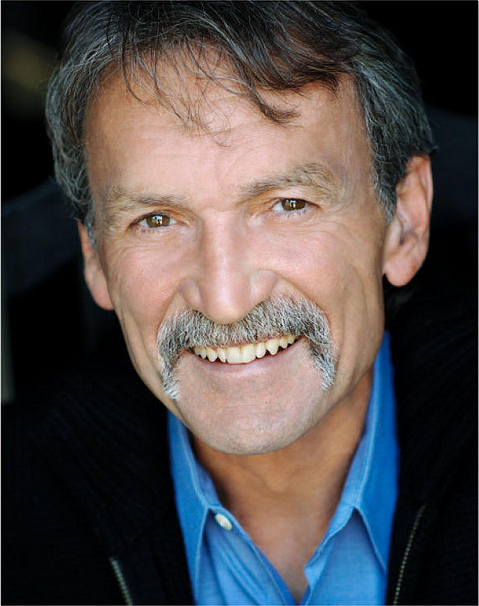
Una Foto De Muse Watson El Actor De Charles Westmoreland

Charles Westmoreland es un personaje de ficción de la serie de televisión estadounidense de FOX, Prison Break interpretado por el actor Muse Watson.
Condenado entre 60 años y perpetua por atropellar a una mujer con un coche robado (asesinato en segundo grado), Westmoreland es uno de los presos que más tiempo lleva cumpliendo su condena en la Penitenciaría Estatal Fox River; actualmente cumple su año veintiocho. Mucha gente en la prisión, incluyendo el recién llegado Michael Scofield (Wentworth Miller), creen que, en realidad él, es el famoso pirata aéreo D. B. Cooper que en los años 70 robó 200.000 dólares de un avión en pleno vuelo y huyó tirándose en paracaídas.
Gracias a una cláusula especial de la prisión, se le permite tener consigo en su celda a una gata llamada Marylin. Aunque el departamento correccional ha intentado transferir varias veces a Westmoreland a otras instalaciones, él se muestra reacio a dejar a Marylin atrás, convirtiéndose en un especialista en buscar vacíos legales e impedir ser trasladado.
Según se muestra en un recorte de periódico en el apartamento de Michael en el episodio "Pilot", tiene 59 años.

## Apariciones
Westmoreland es un personaje recurrente que aparece en casi todos los episodios de la primera temporada. El personaje muere en el episodio "Go", aunque tiene una breve aparición en el episodio final de la temporada. En la segunda temporada, su aparición se limita a varios flashbacks.
En la cuarta temporada realiza una aparición en el subconsciente de Michael mientras es operado, ayudándole a resolver el misterio de Scylla

## Primera temporada
De carácter tranquilo y amable, la mayor preocupación de Westmoreland es mantenerse alejado de los asuntos de los otros presos, llegando incluso a declinar la oferta de Michael Scofield de reclutarle para su plan de fuga. Sin embargo, cuando el corrupto carcelero Brad Bellick (Wade Williams) mata a su gata Marilyn como represalia por no contarle si vio quien mató a un guarda durante un disturbio, decide ayudar a Michael quemando la sala de descanso de los guardias, haciendo que parezca que la negligencia de Bellick ha sido la causante del fuego. Esto permite que Michael y el resto de presos incluidos en la IP (Industria de la Prisión) puedan acceder al cuarto de los guardas y excavar el hoyo necesario para la fuga. Charles decide unírseles al descubrir que a su hija le quedaba solo una semana de vida debido a un cáncer de garganta.
Posteriormente, tras serle notificado que no podrá salir de Fox River para ver a su hija, a no ser que sea por un fallecimiento, aumenta su desesperación por fugarse. Finalmente le confiesa a Michael que él es realmente D. B. Cooper al mostrarle un billete de cien dólares de la misma serie que el primer billete del robo como prueba de su identidad.
Bellick descubre el plan de huida e intenta frustrarlo, pero Charles se lo impide sufriendo una herida con un trozo de cristal en el costado. Durante la fuga, cae desplomado en la enfermería debido a la pérdida de sangre. A punto de morir le revela a Michael, delante de cuatro presos más, que saltó del avión con cinco millones de dólares en lugar de uno y le dice donde escondió el dinero. Más tarde es encontrado muerto por el alcaide Henry Pope (Stacy Keach).

## Cuarta temporada
Westmoreland reaparece, junto con su gata Marilyn, en un capítulo 15 de la cuarta temporada, en un sueño que tiene Michael mientras lo operan del tumor en su cabeza, en ese sueño trata de ayudarlo a descubrir la verdadera naturaleza de Scylla.